# Egilsstaðirs flygplats
Egilsstaðirs flygplats är en flygplats i republiken Island. Den ligger i regionen Austurland, i den östra delen av landet. Egilsstaðirs flygplats ligger 23 meter över havet.

## Historia
Ursprungligen gjordes en grusbana 1951 och 1954 utrustades den med banljus. Den 23 september 1993 ersatte en ny asfaltsbana den äldre grusbanan på andra sidan terminalen. Flygterminalen byggdes ursprungligen 1968, men byggdes om och utökades under 1987 till 1999. En ny ankomsthall öppnades 2007. Den används främst för inrikesflyg till Reykjavík, men det har funnits en rutt till Köpenhamn, och charterflyg från London och Edinburgh, Storbritannien, (researrangören Discover the World chartrade flyg 2016, men har senare föredragit ordinärt flyg till Keflavik för sina gruppresor till Island). Från maj 2023 var det planerat att Egilsstaðirs flygplats skulle ha reguljära internationella flygningar igen, med Condor, ett tyskt bolag som anlitar flyg från Frankfurt. Bolaget skrinlade dessa planer två månader innan flygningarna skulle börja, med hänvisning till svag efterfrågan.